# Kalama
Kalama és una població dels Estats Units a l'estat de Washington. Segons el cens del 2000 tenia 1.783 habitants.

## Demografia
Segons el cens del 2000, Kalama tenia 1.783 habitants, 732 habitatges, i 502 famílies. La densitat de població era de 301,9 habitants per km².
Dels 732 habitatges en un 29,2% hi vivien nens de menys de 18 anys, en un 54,2% hi vivien parelles casades, en un 10% dones solteres, i en un 31,4% no eren unitats familiars. En el 23,4% dels habitatges hi vivien persones soles el 8,3% de les quals corresponia a persones de 65 anys o més que vivien soles. El nombre mitjà de persones vivint en cada habitatge era de 2,44 i el nombre mitjà de persones que vivien en cada família era de 2,88.
Per edats la població es repartia de la següent manera: un 26% tenia menys de 18 anys, un 6,6% entre 18 i 24, un 25,4% entre 25 i 44, un 27,4% de 45 a 60 i un 14,6% 65 anys o més.
L'edat mediana era de 40 anys. Per cada 100 dones de 18 o més anys hi havia 95,6 homes.
La renda mediana per habitatge era de 38.152 $ i la renda mediana per família de 45.347 $. Els homes tenien una renda mediana de 41.058 $ mentre que les dones 25.521 $. La renda per capita de la població era de 19.592 $. Aproximadament el 10,5% de les famílies i el 13,7% de la població estaven per davall del llindar de pobresa.

## Poblacions més properes
El següent diagrama mostra les poblacions més properes.